# Acrocladium trifarium
Acrocladium trifarium là một loài rêu trong họ Amblystegiaceae. Loài này được F. Weber & D. Mohr P.W. Richards & E.C. Wallace mô tả khoa học đầu tiên năm 1950.